# Maksim Dorojko
Maksim Igorevitch Dorojko  - en russe : Максим Игоревич Дорожко et en anglais : Maksim Dorozhko - (né le 3 août 1998 à Podolsk en Russie) est un joueur professionnel russe de hockey sur glace. Il évolue au poste de gardien de but.

## Biographie

### Carrière en club
Formé au HK Vitiaz, il entame sa carrière en junior avec les Rousskie Vitiazi dans la MHL à partir de la saison 2015-2016. En 2018, il passe professionnel avec le Molot Prikamie Perm dans la Ligue majeure de hockey. En 2022, il découvre la KHL avec le HK Vitiaz où il s'impose comme gardien titulaire.

### Carrière internationale
Il représente la Russie au niveau international. Le 17 décembre 2022, il honore sa première sélection internationale face au Kazakhstan.

## Trophées et honneurs personnels

### KHL
- 2022 : participe au match des étoiles.